# Denkmal Karl der Große (Rechtenfleth)
Das Denkmal Karl der Große in der niedersächsischen Gemeinde Hagen im Bremischen, Ortsteil Rechtenfleth, Sielstraße, im Landkreis Cuxhaven, stammt vom Ende des 19. Jahrhunderts.
Das Gebäude steht unter Denkmalschutz (siehe auch Liste der Baudenkmale in Hagen im Bremischen).

## Geschichte
Der kleine Werksteinbau mit den byzantinischen Formen einer antiken Ädikula, mit den zwei Säulen und der bildlichen Darstellung von Kaiser Karl dem Großen mit Schwert und Kreuz, wurde 1899 auf Initiative von Hermann Allmers nach Plänen des Architekten und Professors Christoph Hehl (Hannover) direkt am Weserdeich gebaut. Die Steinmetzarbeiten führten die Gebrüder Friedrich und Georg Küsthardt aus Hildesheim durch. Das Mosaik erstellte nach Entwurf von Erwin Küsthardt die Firma Villeroy und Boch in Mettlach an der Saar. Mit 2500 Besuchern wurde das Denkmal am 22. Mai 1899 eingeweiht.
Der Heimatdichter Allmers (1821–1902) verband die Naturmythologie der Griechen, mittelalterliches Gedankengut und eigene Visionen. Frankenkönig Karl soll am Ende des 8. Jahrhunderts mit seinem Heer die Weser bei Alisni überquert haben, um die aufständischen Sachsen bei einem der Sachsenkriege Karls des Großen zu besiegen. Allmers fand, dass das kleine Dorf Alse mit dem Alser Sand in der Wesermarsch gegenüber von Rechtenflet dafür geeignet sei. Der Dichter wählte den vermeintlichen Ankunftsort des Frankenheeres am rechten Weserufer ausgerechnet an der Grenze seines Grundstücks. Andere Forscher meinen, dass Karl „wohl nie in Rechtenfleth“ war. Anno 797 soll Karl der Große Stadlander Boden betreten haben – und zwar in Alse, das damals Alesni hieß. Er soll aus Rechtenfleth gekommen sein, von wo aus er mit seinem Heer die Weser überquert habe. „Dass die Errichtung dieses Denkmals dennoch kein Unfug war“, erläuterte Axel Behne, Archivar des Landkreises Cuxhaven, beim Rüstringer Heimatbund im Burgsaal der Friedeburg. Er sah es als Denkmal für Freiheit und Offenheit. Die Gegner von der Heimatschutzbewegung sahen das anders. Für sie war der Süddeutsche [!] Karl der „Sachsenschlächter“, der beim Verdener Blutgericht an einem Tag 4500 Sachsen getötet haben soll, was durch heutige Historiker aber widerlegt wurde. Der Heidedichter Hermann Löns (1866 bis 1914) sprach sich in seinen Kolumnen im Hannoverschen Anzeiger mehrfach gegen das geplante Karls-Denkmal aus.
Auch ein altes Schwert, das heute im Allmers-Haus ausgestellt wird, konnte nicht die Behauptung von Allmers belegen, dass Kaiser Karl bei Rechtenfleth die Weser überquert habe. „Untersuchungen haben ergeben, dass es sich bei der Waffe um einen sogenannten Katzbalger (Kurzschwert) handelt, ein Schwert aus dem 17. Jahrhundert“, berichtete 2021 Rechtenfleths Ortsvorsteher Hardy Köhler.
Das Landesdenkmalamt befand u. a.: „… Aufgrund des bau-, kunst- und kulturgeschichtlichen Zeugniswerts des Denkmals, wegen der Bedeutung für die Ortsgeschichte sowie zudem als besonderes Werk des überregional bekannten Architekten Hehl besteht an der Erhaltung des Denkmals ein öffentliches Interesse …“